# Lijst van voetbalinterlands Bahrein - Hongkong
Deze lijst van voetbalinterlands is een overzicht van alle officiële voetbalwedstrijden tussen de nationale teams van Bahrein en Hongkong. De landen hebben tot op heden zeven keer tegen elkaar gespeeld. De eerste ontmoeting, een kwalificatiewedstrijd voor het Wereldkampioenschap voetbal 1994, werd gespeeld in Beiroet (Libanon) op 7 mei 1993. Het laatste duel, een kwalificatiewedstrijd voor het Wereldkampioenschap voetbal 2022, vond plaats op 15 juni 2021 in Riffa.

## Wedstrijden
| № | Plaats   | Datum            | Competitie                 | Wedstrijd          | Uitslag |
| - | -------- | ---------------- | -------------------------- | ------------------ | ------- |
| 1 | Beiroet  | 7 mei 1993       | WK 1994 kwalificatie       | Hongkong − Bahrein | 2 − 1   |
| 2 | Seoel    | 11 juni 1993     | WK 1994 kwalificatie       | Bahrein − Hongkong | 3 − 0   |
| 3 | Hongkong | 21 januari 2009  | Azië Cup 2011 kwalificatie | Hongkong − Bahrein | 1 − 3   |
| 4 | Riffa    | 6 januari 2010   | Azië Cup 2011 kwalificatie | Bahrein − Hongkong | 4 − 0   |
| 5 | Hongkong | 9 november 2017  | Vriendschappelijk          | Hongkong − Bahrein | 0 − 2   |
| 6 | Hongkong | 14 november 2019 | WK 2022 kwalificatie       | Hongkong − Bahrein | 0 − 0   |
| 7 | Riffa    | 15 juni 2021     | WK 2022 kwalificatie       | Bahrein − Hongkong | 4 − 0   |

## Samenvatting
| Competitie            | Totaal gespeeld | Winst Bahrein | Gelijk | Winst Hongkong | Doelsaldo Bahrein – Hongkong |
| --------------------- | --------------- | ------------- | ------ | -------------- | ---------------------------- |
| WK-kwalificatie       | 4               | 2             | 1      | 1              | 8 − 2                        |
| Azië Cup-kwalificatie | 2               | 2             | 0      | 0              | 7 − 1                        |
| Vriendschappelijk     | 1               | 1             | 0      | 0              | 2 − 0                        |
| Totaal                | 7               | 5             | 1      | 1              | 17 − 3                       |

Wedstrijden bepaald door strafschoppen worden, in lijn met de FIFA, als een gelijkspel gerekend.